# Charles Frohman
Charles Frohman (15 juillet 1856-7 mai 1915) est un directeur de théâtre américain particulièrement influent de son époque. Il commence sa carrière de directeur de théâtre en 1889 et acquiert son premier théâtre de Broadway en 1892. Au cours de sa carrière, il permet de révéler plusieurs stars du théâtre américain.
En 1896, il est cofondateur du « Theatrical Syndicate (en) », institution chargée de contrôler les réservations de tickets pour les grandes représentations théâtrales américaines. L'institution gagne en importance jusqu'à avoir le monopole de cette activité pendant presque deux décennies.
Frohman produit plus de 700 pièces de théâtre jusqu'en 1915. En plein apogée de sa carrière, il meurt le 7 mai 1915 dans le naufrage du RMS Lusitania dans l'océan Atlantique.

## Incarnations au cinéma
Charles Frohman est incarné au cinéma par Harry Hayden en 1946 dans le film La Pluie qui chante. En 1978, c'est l'acteur William Hootkins qui joue le rôle de Frohman dans une série de la BBC intitulée The Lost Boys. La même année, il est incarné par Nehemiah Persoff dans le téléfilm Ziegfeld: The Man & His Women. En 2004, Frohman est incarné par Dustin Hoffman dans le film Neverland.